# Leonard Zuta
Leonard Zuta (Högsbo, Suecia, 9 de agosto de 1992) es un futbolista sueco nacionalizado macedonio. Juega de defensa en el H. N. K. Šibenik de la Primera Liga de Croacia.

## Selección nacional
| Selección                        | Año           | Partidos | Goles |
| -------------------------------- | ------------- | -------- | ----- |
| Selección de Macedonia del Norte | 2015-presente | 15       | 0     |
| Selección sub-21                 | 2015          | 2        | 0     |

## Clubes
| Club              | País    | Año       | Partidos | Goles |
| ----------------- | ------- | --------- | -------- | ----- |
| BK Häcken         | Suecia  | 2012-2015 | 72       | 0     |
| H. N. K. Rijeka   | Croacia | 2015-2018 | 139      | 2     |
| Konyaspor         | Turquía | 2019-2020 | 12       | 0     |
| BK Häcken         | Suecia  | 2020      | 17       | 1     |
| U. S. Lecce       | Italia  | 2020-2021 | 25       | 0     |
| Vålerenga Fotball | Noruega | 2021-2023 | 62       | 4     |
| IF Brommapojkarna | Suecia  | 2023-2024 | 10       | 0     |
| H. N. K. Šibenik  | Croacia | 2024-     | 28       | 1     |

## Palmarés

### Títulos nacionales
| Título          | Club            | País    | Año  |
| --------------- | --------------- | ------- | ---- |
| Prva HNL        | H. N. K. Rijeka | Croacia | 2017 |
| Copa de Croacia | H. N. K. Rijeka | Croacia | 2017 |